# Vesicularia strephomischos
Vesicularia strephomischos är en bladmossart som beskrevs av Brotherus 1908. Vesicularia strephomischos ingår i släktet Vesicularia och familjen Hypnaceae. Inga underarter finns listade i Catalogue of Life.